# 38-я гвардейская бригада управления
38-я гвардейская бригада управления (сокр. 38 бру, в/ч 54164) — тактическое соединение связи Воздушно-десантных войск Российской Федерации.
Дислоцируется бригада в деревне Медвежьи Озера Московской области.

## История
13 августа 1947 г. в городе Полоцке Белорусской ССР на базе узла связи 8-го гвардейского воздушно-десантного Неманского Краснознамённого корпуса и 13-й гвардейской отдельной роты связи 103-й гвардейской воздушно-десантной дивизии началось формирование 191-й отдельного батальона связи.
К 4 сентября 1947 г. формирование батальона было завершено, и он вошел в состав 8-го гвардейского воздушно-десантного Неманского Краснознамённого корпуса. Этот день считается годовым праздником части.
21 апреля 1956 г. началось формирование 691-го отдельного батальона связи Воздушно-десантных войск (ВДВ), которое завершилось 22 июня этого же года.
В августе 1972 г. началось формирование полка связи. Основой для формирования полка явились 691-и отдельный батальон связи ВДВ и центр подвижных средств связи 879-го узла связи. Формирование завершилось 20 декабря 1972 г., и полку было присвоено наименование «196-й отдельный полк связи ВДВ».
В период Советской войны в Афганистане 1979-1989 г.г. в соединении готовили офицеров ВДВ, для пополнения или замены кадрового состава военнослужащих в ДРА. 
В 1983 г. приказом командующего ВДВ часть была награждена переходящим Красным знаменем ВДВ. В 1988 г. за достигнутые успехи в социалистическом соревновании среди частей ВДВ и высокую воинскую дисциплину полк был награжден грамотой командующего ВДВ. 30 декабря 1990 г. 196-й отдельный полк связи переформирован в 171-ю отдельную бригаду связи ВДВ.
9 мая 1995 г. за участие в юбилейном параде, посвященном 50-летию Победы в Великой Отечественной войне, полк был награжден дипломом Президента Российской Федерации. Среди офицеров и прапорщиков части 11 человек принимали участие в выполнении интернационального долга в Афганистане.
1 февраля 1997 года 171-я отдельная бригада связи была преобразована в 38-й отдельный полк связи ВДВ. В марте 1997 г. полк принимал участие в учении 106-й гвардейской воздушно-десантной дивизии, проводимом командующим ВДВ. Личный состав при этом показал высокую выучку, организованность, умение действовать в сложных условиях, максимально приближенных к боевым.
Подразделения бригады находились в группировках войск в Боснии и Герцеговине и Косово, где успешно выполняли задачи по организации связи. Большинство офицеров и прапорщиков полка участвовали в выполнении задач контртеррористической операции на Северном Кавказе, за что многие награждены правительственными наградами.
На базе бригады по инициативе бывшего начальника связи ВДВ генерал-майора Таратуто А. Г. создан Совет ветеранов войск связи ВДВ. Ветераны оказывают весомую помощь в организации боевой подготовки и в воспитательной работе с различными категориями военнослужащих. На территории бригады часто проводятся дни призывника, на которых будущие воины имеют возможность знакомиться с образцами вооружения и боевой техники, средствами десантирования, спецификой службы и быта личного состава.
Указом Президента Российской Федерации от 25 марта 2015 года № 157 полку (ныне — бригаде) присвоено почётное наименование «гвардейский».

## Состав
Состав полка на 2010 г.
- 1-й батальон
- 2-й батальон
- 3-й батальон
- Рота материального обеспечения
- Рота охраны и обеспечения
- комендантский взвод
- инженерная рота
- ремонтная рота
- учебная рота связи
- СУС
- оркестр
- на базе полка базируется музыкальная группа «Голубые  береты»

## Командиры
- майор Сидоренко Николай Климентьевич (1947—1948)
- подполковник Синельников Давид Рувимович (1948—1950)
- подполковник Горбунов Иван Захарович (1950—1953)
- подполковник Попов Михаил Сергеевич (1953—1965)
- подполковник Денисов Николай Васильевич (1965—1970)
- майор Худоклинов Виктор Павлович(1970—1972)
- подполковник Малахов Аркадий Викторович (1972—1977)
- подполковник Горшенев Владимир Васильевич (1977—1982)
- полковник Коротков Юрий Михайлович (1982—1987)
- полковник Усачёв Сергей Алексеевич (1987—1994)
- полковник Томин Олег Николаевич (1994—1997)
- подполковник Исаев Николай Николаевич (1997—1999)
- полковник Синещеков Валерий Николаевич (1999—2002)
- полковник Кутузов Роман Владимирович (2002—2008)
- полковник Гаркавчук (2008-2010)
- полковник Гречков Александр Владимирович (2010-2014)
- гвардии полковник Гамбург Алексей Александрович (2014—2021)
- гвардии полковник Бабиков Виктор Михайлович (с 2021)[2]

## Награды
- «Гвардейская» — Указом Президента Российской Федерации от 25 марта 2015 года № 157 полку (ныне — бригаде) присвоено почётное наименование «гвардейский».[3]